# Алексеевское (озеро, Куньинский район)
Алексеевское — озеро в Пухновской волости Куньинского района Псковской области, в 5 км к северу от деревни Долговица.
Площадь — 1,1 км² (108,6 га; с островами — 110,0 га). Максимальная глубина — 16,4 м, средняя глубина — 8,0 м. Имеется 3 острова общей площадью 1,4 га.
На южном берегу озера расположена деревня Коханино, на юго-западном — урочище Алексеевка (бывшая деревня).
Сточное. Относится к бассейну реки Черногузка, притока реки Западная Двина. Черногузка вытекает на юге озера.
Тип озера лещово-уклейный с судаком. Массовые виды рыб: щука, плотва, окунь, лещ, уклея, густера, судак, ерш, красноперка, линь, карась, налим, язь, вьюн, щиповка, бычок-подкаменщик; раки (низкопродуктивное).
Для озера характерно: крутые и отлогие, местами заболоченные берега, в прибрежье — луга, огороды, лиственный лес. Дно неровное (нальи, ямы), в профундали — ил, заиленный песок, в литорали — песок, галька, заиленный песок, песок с глиной, камни, коряги.